# Kastanjebukig blomstickare
Kastanjebukig blomstickare (Diglossa gloriosissima) är en fågel i familjen tangaror inom ordningen tättingar.

## Utseende och läte
Kastanjebukig blomstickare är en 14,5 cm lång fågel med den för släktet typiska uppböjda och krokförsedda näbben. Den är prydligt tecknad, svart med blå skulderfläck och kastanjebrunt på nedre delen av bröstet och buken. Liknande svartstrupig blomstickare har mer utbrett rostrött under med svart begränsat till en liten strupfläck. Den är vidare gråaktig på flanker och skulderfläck. Lätet är ett gråsparvslikt men ljusare "chirrup". Sången är komplex och ljus likt andra blomstickare.

## Utbredning och systematik
Fågeln förekommer i Anderna i västra Colombia (Antioquia till Cauca). Den delas in i två underarter med följande utbredning:
- Diglossa gloriosissima boylei – västra Anderna från Nudo de Paramillo och Páramo de Frontino (Antioquia) söderut till Risaralda och sydöstra Chocó
- Diglossa gloriosissima gloriosissima – El Tambo, på Cerro Munchique (Cauca)

## Status
Efter att inte ha setts på 40 år har arten nyligen återupptäckts, med fynd från ett antal nya lokaler. Beståndet tros dock bara bestå av mellan 1800 och 10 000 vuxna individer. Även utbredningsområdet är litet, vari kvalitén på fågeln habitat försämras. Fågeln tros dock tolerera viss habitatdegradering och inga tecken finns på att den minskar i antal. Internationella naturvårdsunionen IUCN listar den som nära hotad.